# Alizée Pouliceková
Alizée Pouliceková (* 26. června 1987 Uccle) je belgická televizní moderátorka, modelka a držitelka titulu v soutěži krásy, která byla korunována Miss Belgie 2008.

## Životopis
Pouliceková vyhrála titul Miss Belgie 2008 a reprezentovala svou zemi na Miss Universe 2008 v Nha Trangu ve Vietnamu. Belgii také reprezentovala na Miss World 2008 v Johannesburgu v Jihoafrické republice.
Mluví francouzsky, anglicky a česky. V době výhry titulu Miss Belgie nemluvila nizozemsky (ve škole dostávala lekce nizozemštiny, podle Poulicekové ale „směšně nízké kvality“), což ve Vlámsku způsobilo kontroverze.
Po výhře titulu Miss Belgie se Pouliceková dále věnovala své kariéře v modelingu a televizním vysílání, mimo jiné pro sportovní stanici RSCA.